# 3489 Lottie
3489 Lottie (1983 AT2) là một tiểu hành tinh vành đai chính được phát hiện ngày 10 tháng 1 năm 1983 bởi K. Herkenhoff và G. Ojakangas ở Palomar, đặt tên theo Herkenhoff's beloved wife Lottie Diane Soll Herkenhoff.